# Kopčany
Kopčany es un municipio del distrito de Skalica en la región de Trnava, Eslovaquia, con una población estimada a final del año 2024 de 2553 habitantes.
Se encuentra ubicado al norte de la región, en los pequeños Cárpatos y cerca del río Váh (cuenca hidrográfica del Danubio) y de la frontera con la República Checa.

## Demografía
| Año        | 1994 | 2004    | 2014    | 2024    |
| ---------- | ---- | ------- | ------- | ------- |
| Población  | 2422 | 2584    | 2580    | 2553    |
| Diferencia |      | +6,68 % | −0,15 % | −1,04 % |

| Año        | 2023 | 2024    |
| ---------- | ---- | ------- |
| Población  | 2567 | 2553    |
| Diferencia |      | −0,54 % |